# 加藤アカツキ
加藤 アカツキ（かとう アカツキ、1980年3月9日 - ）は、日本のイラストレーター、キャラクターデザイナー。静岡県浜松市出身。東京都在住。趣味は自転車でそれらに関する仕事も多い。代表作は心霊探偵八雲シリーズ、ぼくらシリーズ（ポプラ社版）など
また、母校であるアミューズメントメディア総合学院などで講師としても活動している。

## 来歴
明治大学理工学部を卒業後、アミューズメントメディア総合学院に進む（インタビュー記事においては大学と専門学校のダブルスクールであったと語っている）。
2005年に『心霊探偵八雲』（著:神永学、文芸社）のカバーイラストでデビューする。2006年アミューズメントメディア総合学院を卒業、フリーランスの道を進む。
中学時代は剣道部に所属。
イラストに興味を持ち始めたのは中学2年生の頃、村田蓮爾による雑誌のイラストがきっかけだという。デビュー後、村田とは書籍『少女自転車解放区』や大学の講義などで仕事を共にしている。
20歳の時に友人の勧めで絵を描き始め、大学時代は絵を描くことに没頭していた。初仕事を受けた日の夜に体調を崩し救急車で搬送されたところ、ノロウイルスと診断されたと語っている。
2007年から始めている同人活動はイラスト集「SCRAP」から始まり、近年では主にTVアニメ『アイカツ!』シリーズの二次創作など、これまでに多くの同人誌を出している。中でも自身の同人誌『少女サイクル』シリーズは人気を集め、自転車に関する仕事など多方面でそのキャラクターが使用されている。シリーズの主人公がイギリス製自転車ブロンプトンをモチーフにデザインされていることから、ブロンプトン本社にはアカツキによるイラストが多数展示されている。2016年の「第33回駅前放置自転車クリーンキャンペーン」にも『少女サイクル』のキャラクターが起用されており、都内の街頭ビジョンや関東各地の駅や交通機関、施設などに掲出されたポスターや宙吊り公告にて多くの人の目に止まることとなった。
ベネッセでは長年レギュラーでイラストを担当している。アミューズメントメディア総合学院と京都精華大学では講師を務めている。
作風は幅広く、仕事内容によって描き分けているのが特徴である。

## イラスト
出典:
文庫
- 心霊探偵八雲シリーズ（著:神永学、文芸社）
- ぼくらシリーズ（著:宗田理、ポプラ社）
- 東京キャッツタウンシリーズ（著:宗田理、KADOKAWA）
- 鉄研ミステリー事件簿シリーズ（著:松原秀行、KADOKAWA）
- ねこタクシー御子神さんがやってきた！（著:山田佳子、集英社）
- アネモネ探偵団シリーズ（著:近藤史恵、集英社）
- 封じられた街シリーズ（著:沢村鐵、ポプラ社）
- 無愛想なアイドル（著:杉本りえ、ポプラ社）
- 家庭教師りん子さんが行く（著:加藤純子、ポプラ社）
- モーグルビートシリーズ（著:工藤純子、ポプラ社）
- 盗まれたコカ・コーラ伝説（著:ブライアン・フォークナー、小学館）
- つぎはぎ勇者の衣装係（著:古戸マチコ、イーストプレス）
- 柚木春臣の推理瞑る花嫁（著:五代ゆう、双葉社）
- 空想科学少年サイモン・ブルームシリーズ（著:マイケル・ライスマン、文溪堂）
- マジック少年マイクシリーズ（著:ケイト・イーガン、ポプラ社）
- S力人情商店街マイクシリーズ（著:令丈ヒロ子、新潮社）
- アウター×トップ（著:神野淳一、アスキー・メディアワークス）

文庫以外
- 悩めるみんなの統計学入門（著:中西達夫、技術評論社）
- 物語工学論（著:新城カズマ、角川学芸出版）
- あなたが作る!魔法の御守り（著:三浦悦子、角川学芸出版）

その他
- 少女自転車解放区（ワニマガジン社）
- 女の子キャラが思いどおりに描ける本（主婦の友社）
- CGイラストテクニックvol.5（ビー・エヌ・エヌ新社）
- 絵師100人 generation2 （ビー・エヌ・エヌ新社）
- 南鎌倉高校女子自転車部エンドカード[6]
- NEW CROWN（三省堂）[7]
- 令和2年度 CROWN Jr.（三省堂）表紙イラスト
- 駅前放置自転車クリーンキャンペーン[8]
- 進研ゼミ中学校準備講座DMイラスト[9]
- 海外マンガフェスタ2012[10]
- コミックマーケット93紙袋（大）イラスト

自転車と旅、CYCLOTOURISTにイラスト・コラム複数。